# Kristiánov (Bedřichov)
Kristiánov (německy Christiansthal) je osada poblíž Bedřichova v Jizerských horách, v okrese Jablonec nad Nisou. Po dobu téměř sto let zde působila nejvýznamnější z lesních skláren v Jizerských horách.
Dnes není trvale osídlen, v posledním zachovaném historickém stavení je zde však v provozu Památník sklářství v Jizerských horách a osada je oblíbeným cílem či zastavením na několika turistických a cyklistických trasách. Zachován je také hřbitov, kde byli pohřbíváni obyvatelé osady včetně rodiny majitelů hutě. Hřbitov je zapsán v Ústředním seznamu kulturních památek České republiky.

## Historie
Osada byla založena současně se sklárnou v roce 1775 na základě smlouvy mezi hrabětem Kristiánem Clam-Gallasem a sklářem Janem Leopoldem Riedelem, jehož rodině pak huť v Kristiánově patřila po celou dobu své existence. První sklo bylo utaveno 17. ledna 1776. V době svého rozkvětu měl Kristiánov vedle vlastní hutě s vysokou pecí a komínem i svého duchovního (od roku 1780), školu (od roku 1848 do roku 1887, kdy shořela), mlýn, pilu i vlastní hřbitov, kde byl roku 1800 pochován Jan Leopold Riedel.

Horské sklárny se změnou technologie vytápění pecí a nástupem železnice postupně zanikaly. Roku 1882 přesunul pravnuk původního majitele Leopold Riedel výrobu z Kristiánova do nové sklárny v jabloneckých Rýnovicích. Kristiánov pak z větší části zanikl při dvou požárech: roku 1887 huť a většina domů, až roku 1938 pak výstavný Panský dům. Varhany z kaple v panského domu, pocházející z r. 1713, se však zachovaly v bedřichovském kostelíku, protože je poslední z Clam-Gallasů věnoval na jeho připravovanou stavbu.

### Památník sklářství

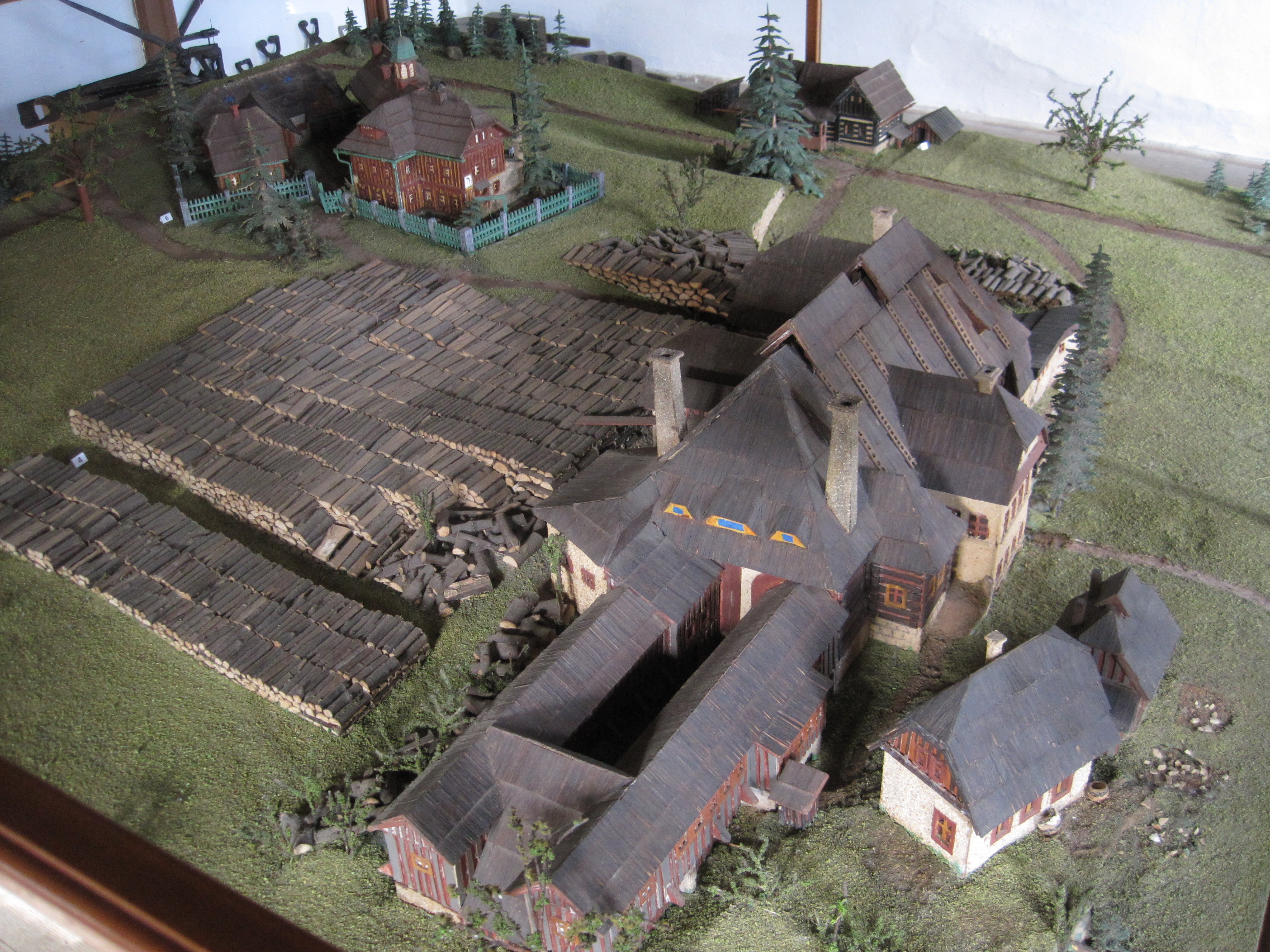
Model zaniklé sklárny v expozici Památníku sklářství

Z historických budov se zachovaly jen dvě. Jednou je hájovna z roku 1866, druhou roubený dům již zmíněného Památníku sklářství, tradičně zde zvaný Liščí bouda či původně německy Fuchsloch podle rodiny Fuchsů, která dům vlastnila a provozovala v něm hospodu. Přenesla ho sem v roce 1839 z Nové Louky, když byla stržena tamní sklářská huť, již dávno předtím uzavřená. Památník sklářství spadá pod Muzeum skla a bižuterie v Jablonci nad Nisou. Je otevřen pouze v letních měsících. Nevelká expozice obsahuje i model Kristiánova v době jeho největšího rozkvětu.